# Synargis phliasus
Synargis phliasus is een vlindersoort uit de familie van de prachtvlinders (Riodinidae), onderfamilie Riodininae.
Synargis phliasus werd in 1764 beschreven door Clerck.